# Highland (Maryland)
Highland – jednostka osadnicza w Stanach Zjednoczonych, w stanie Maryland, w hrabstwie Howard.